# أساطير الباتاك

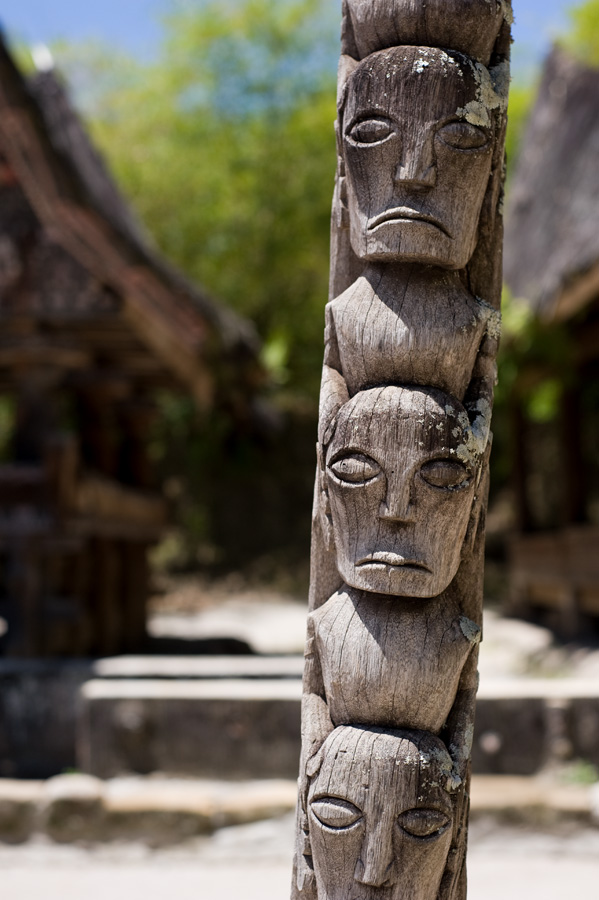
طوطم من الباتاك

أساطير الباتاك (بالإنجليزية: Batak mythology)، ميثولوجيا الباتاك في سومطرة هي دين تقليدي اختفى اليوم. ولكن الكتب عنه تبين أن شعب باتاك في سومطرة قبل دخولهم الإسلام أو المسيحية كانوا يخضعون في معتقداتهم الدينية لتأثيرين كبيرين وهما: المؤثرات الميغالتية والهندوسية القديمة، التي ساهمت في تشكيل الثقافة الباتاكية القديمة. فالتأثير الهندي يمكن العثور عليه في أكثر العناصر الأساسية للمعتقد الديني التقليدي، من أمثال تشكیل الكون وأساطير الخلق، ووجود أنفس وبعثها بعد الموت، والتقاليد الشامانية وغيرها.

## معتقدات الباتاك
ويعتقد الباتاك أن الكون كان منقسما إلى ثلاثة مستويات: العالم الأعلى، ويسمى بانو جينيانغ، والعالم الوسيط ويسمى بانو تونغا، والعالم السفلي الذي يسمى بانو تورو. ويعتمد الانسجام الكوني على التعاون بين المستويات الثلاثة. وفي هذه الناحية يلعب العالم الوسيط، عالم البشرية، دروا أساسيا كجسر وناظم بين العالم العلوي والعالم السفلي. والعالم العلوي يسكنه كثير من الآلهة، بينما العالم السفلي تسكنه الشياطين وأرواح الأرض والخصب. واسم خالق الكون عرف بـ«مولويادي نا بولون». وقد ساعده في الخلق كل الآلهة الأدنى منه، موزعين بينهم مستويات العالم العلوي.
وأبناؤه هم الثالوث، الذي يتألف من الأرباب التالية: باتارا غورو Batara Guru وسوربادا Soripada ومانغالا بولان Mangala Bulan. ويقدس الباتاك المعبودات الثلاثة كشكل ثلاثي لوحدة الأسماء الثلاثة المختلفة: ديباتا سيتولو سادا (ثلاثة الأقداس في معبود واحد) أو ديباتا نا تولو (الأرباب الثلاثة).

### البانثيون الباتاكي

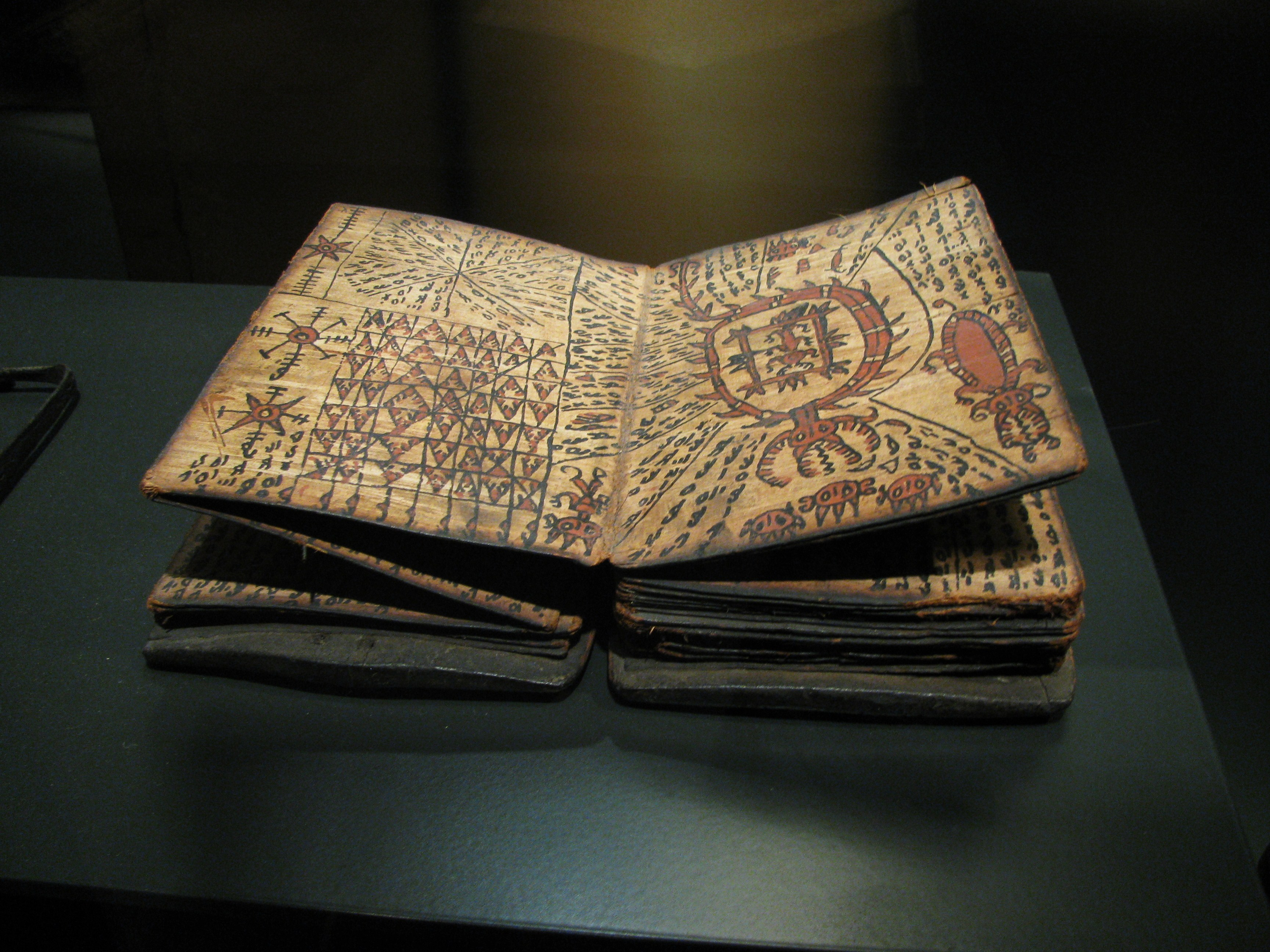
كتاب السحر الباتاكي في إندونيسيا

وفي مقامات البانثيون الباتاكي، يأتون مباشرة بعد الرب الأعلى موليادي بولون. ومن المعبودات الأخرى الهامة ديباتا إيدوب Debata ldup (الرب الحي) وباني نا بولون Pane na Bolon الذي حكم العالم الوسيط. وهناك حشد من معبودات أقل يشغلون سبعة مستويات مختلفة من العالم العلوي. وأولئك أيضا مرتبطون تقریبا بالمعبودات الهندية.
ومن هذه المعبودات على سبيل المثال بوراسباتي ني ناتو Boraspati ni Nato وبورو سانيانغ ناغا Boru Saniang Naga. وفي المستوى الأدنى يوجد حشد من الأنفس التي تسكن البحيرات والينابيع والجبال. وما تزال النزعة الإحيائية (Animism) التقليدية حية إلى حد ما حتى هذه الأيام، فما زالوا يقدسون في وقت واحد الرب الأعلى والآلهة الأقل وأنفس الطبيعة وأرواح الأجداد التي يسمونها بيغو Begu.

## معرض صور

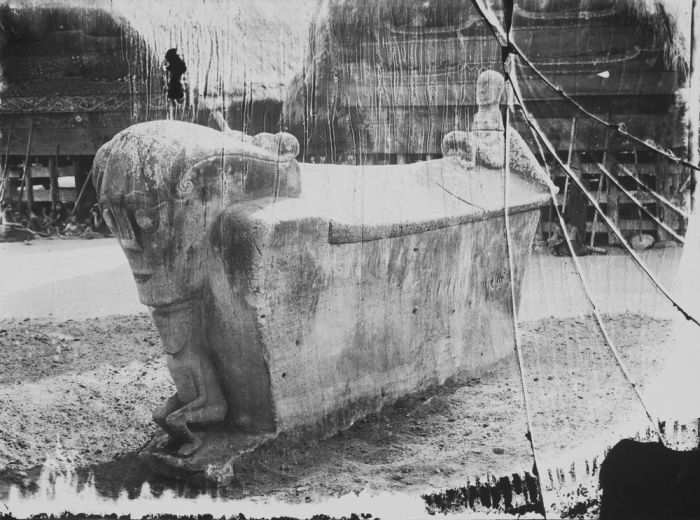
تابوت حجري في قرية توبا باتاك.
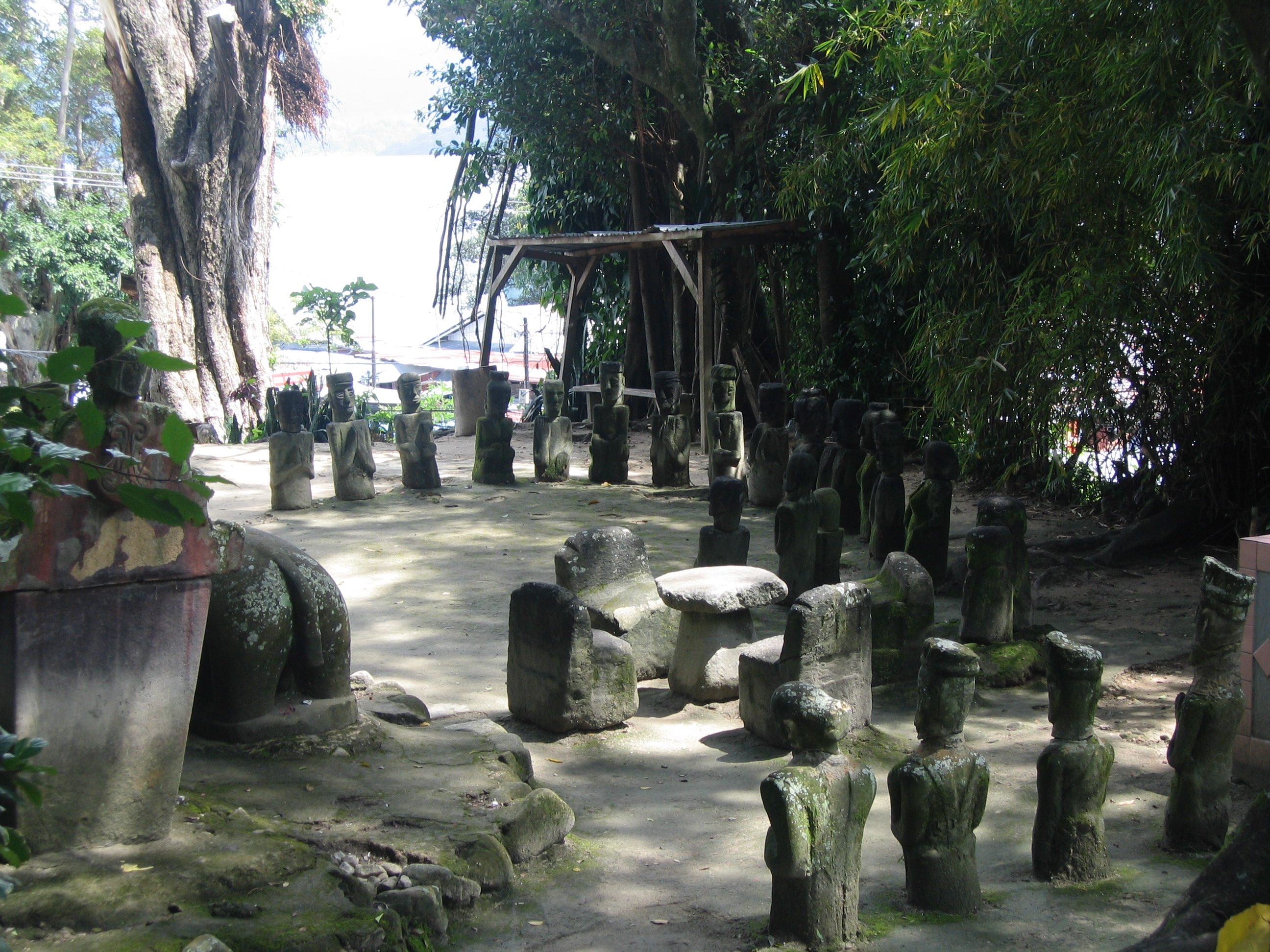
مكان حكم توبا باتاك.
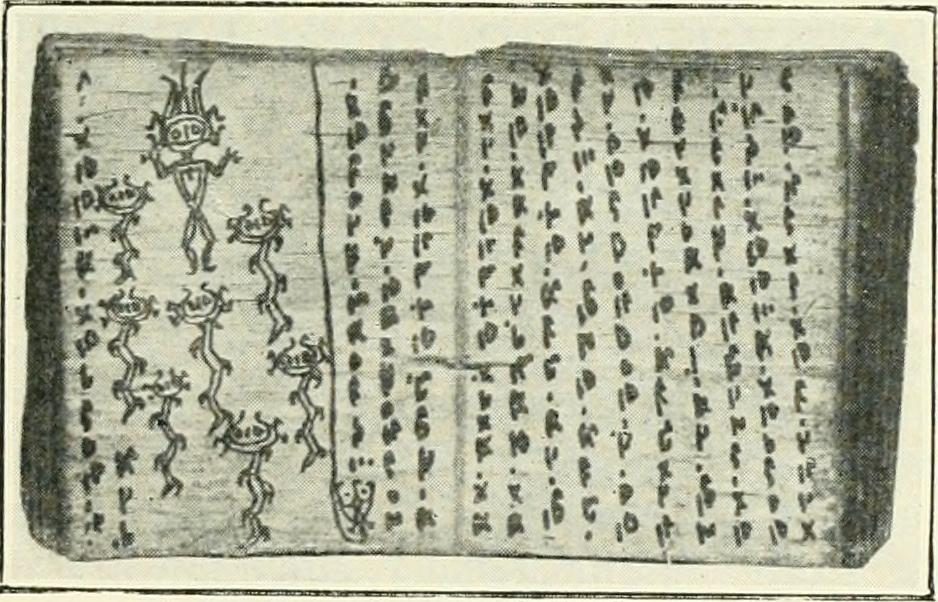
كتاب لحاء مع سحر مكتوب بخط الباتك الأصلي ، 1910.
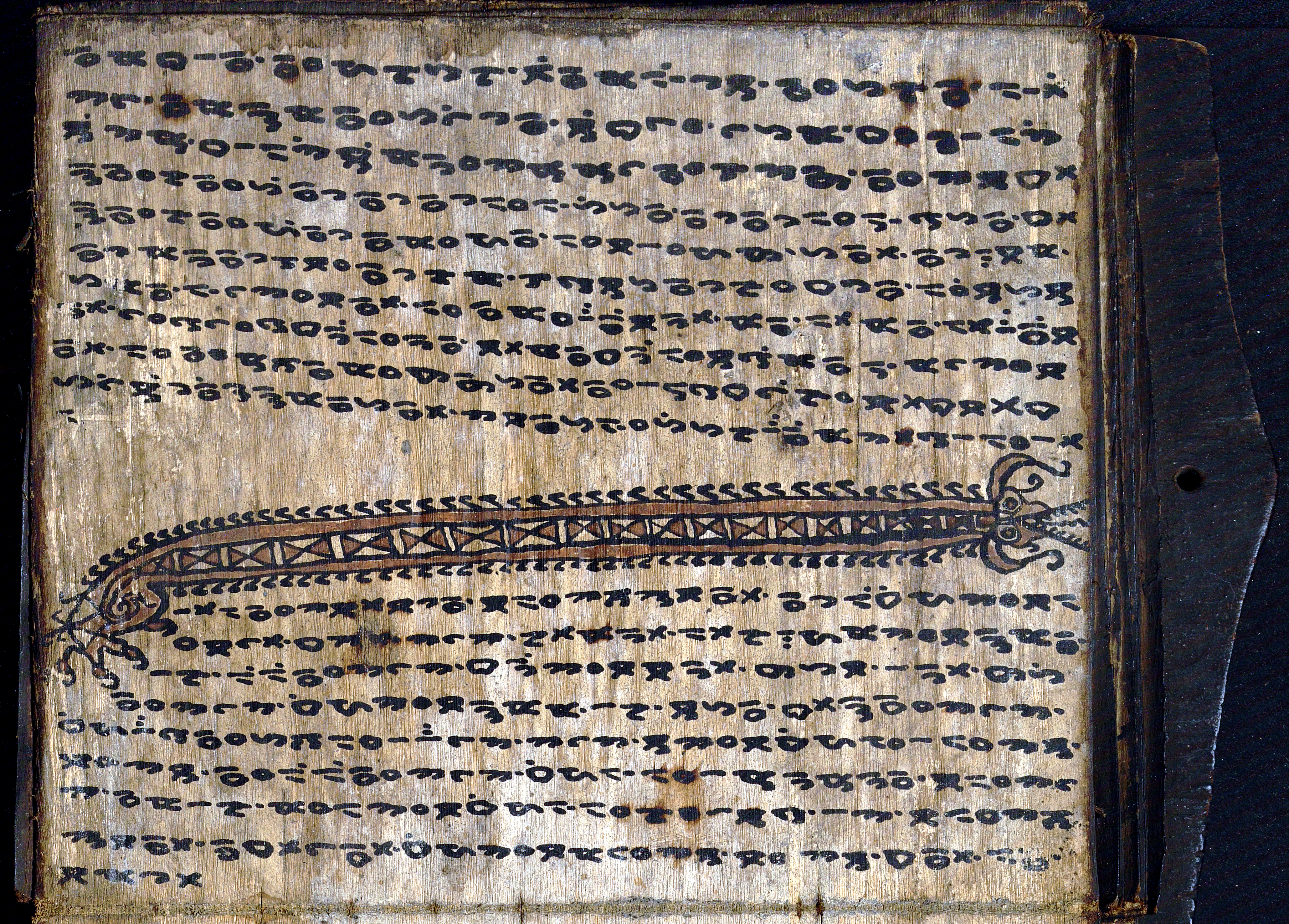
بوستاها = الكتاب السحري 73 صفحة
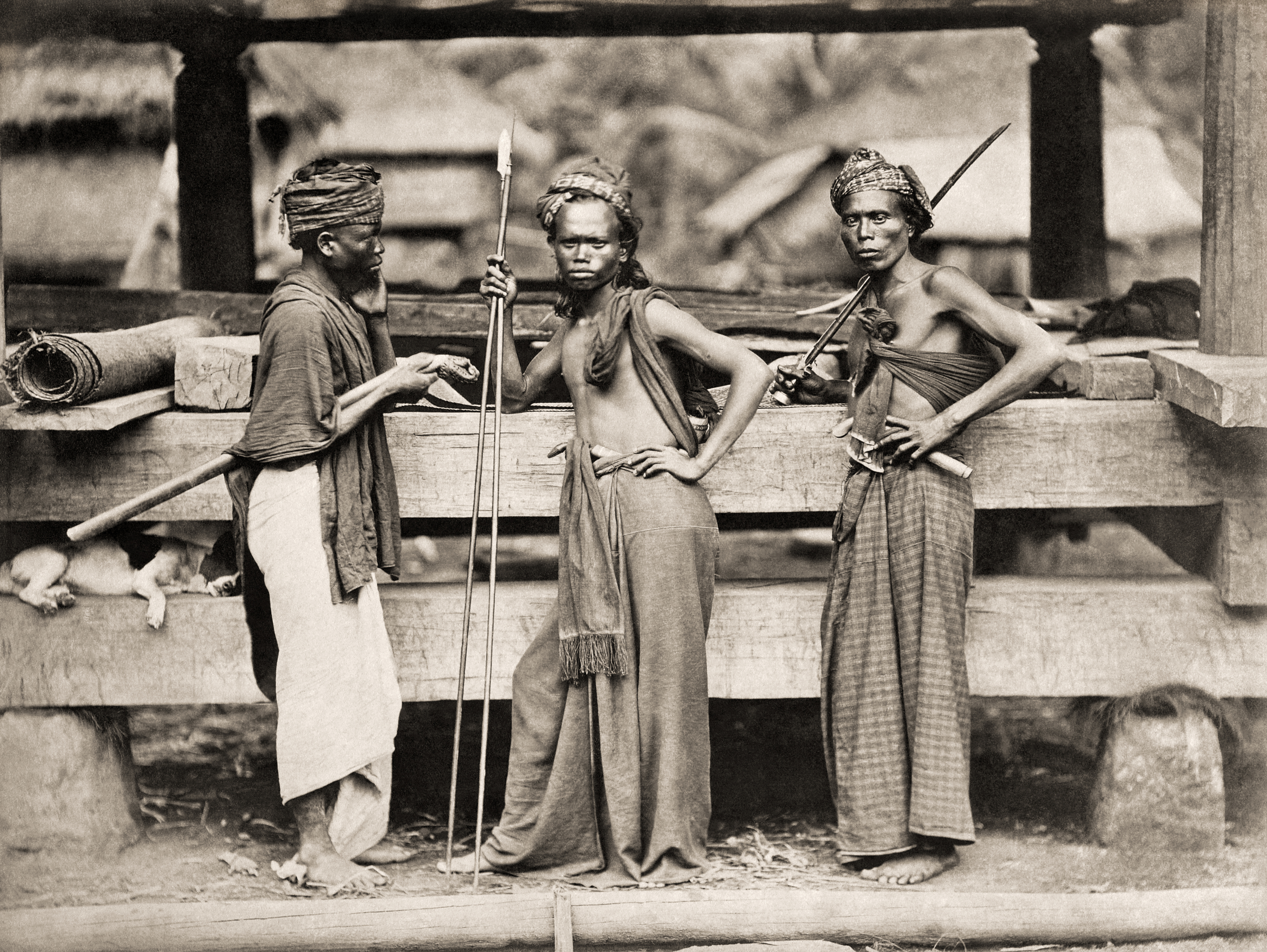
محاربي الباتاك
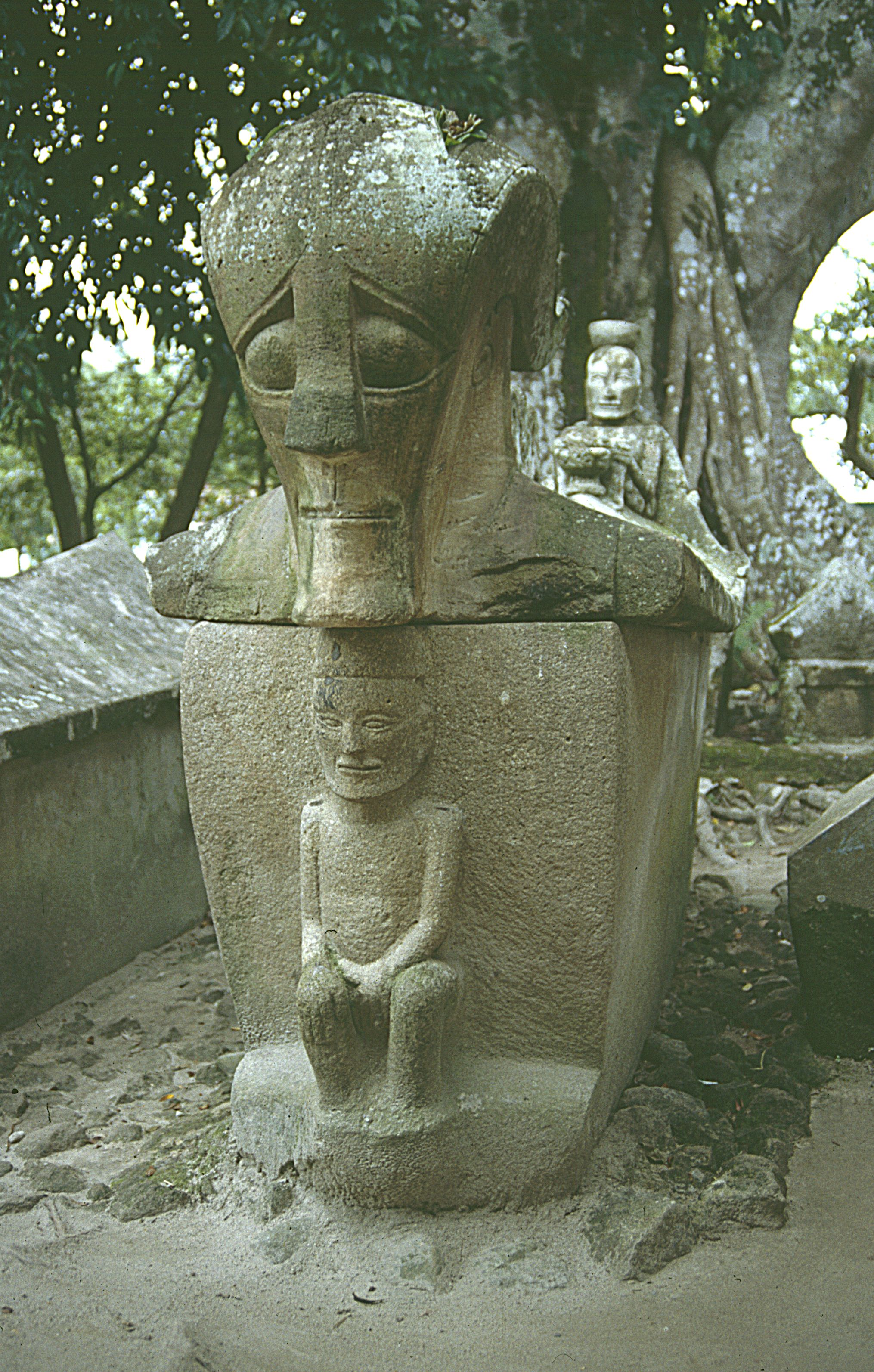
ساموسير: بستان مقدس من أسرة سيدابوتار
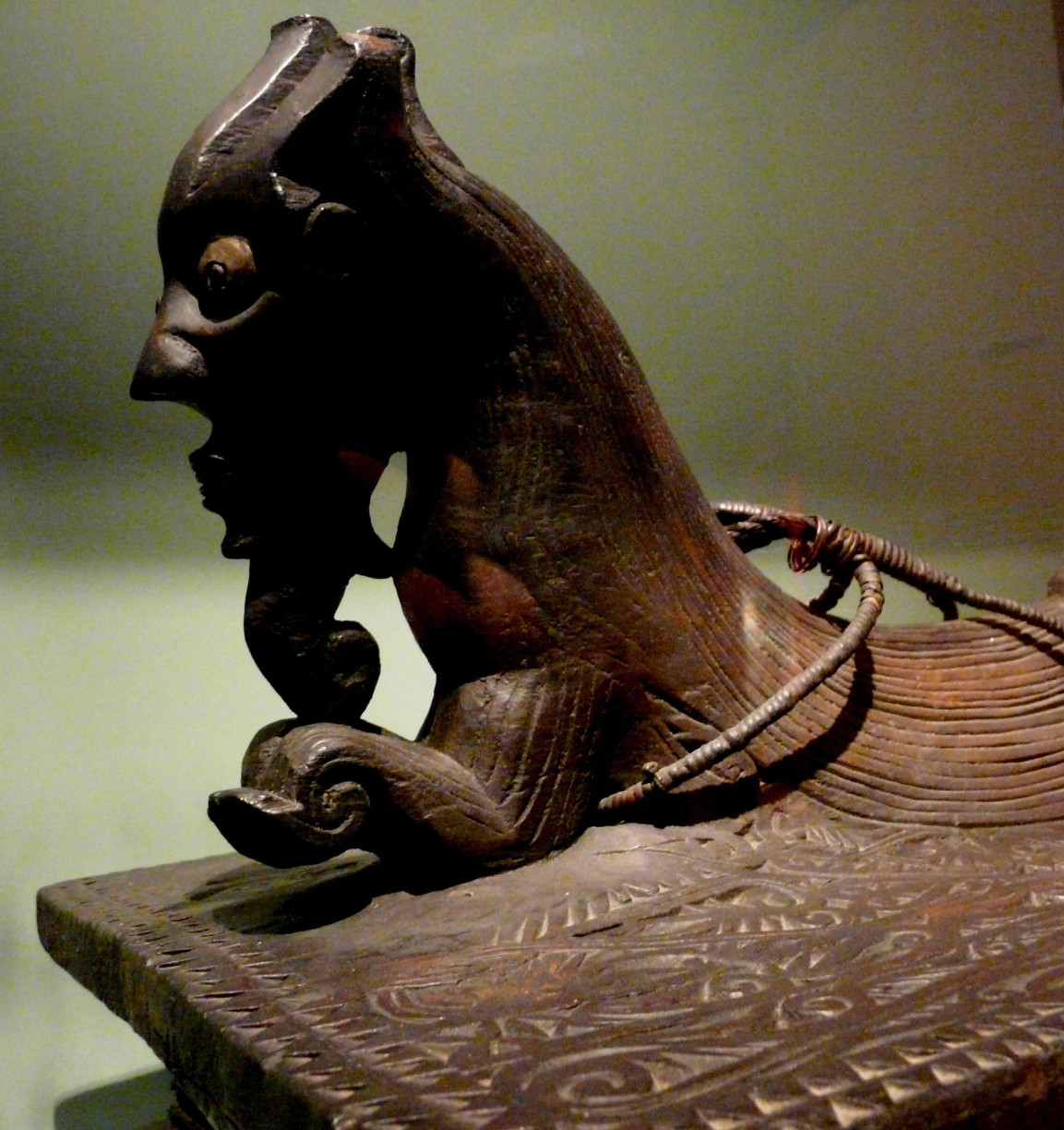
واحدة من أقدم كتب البخت العرافة. النص مكتوب على أوراق لحاء الشجر وهو عبارة عن السحر والكهانة.
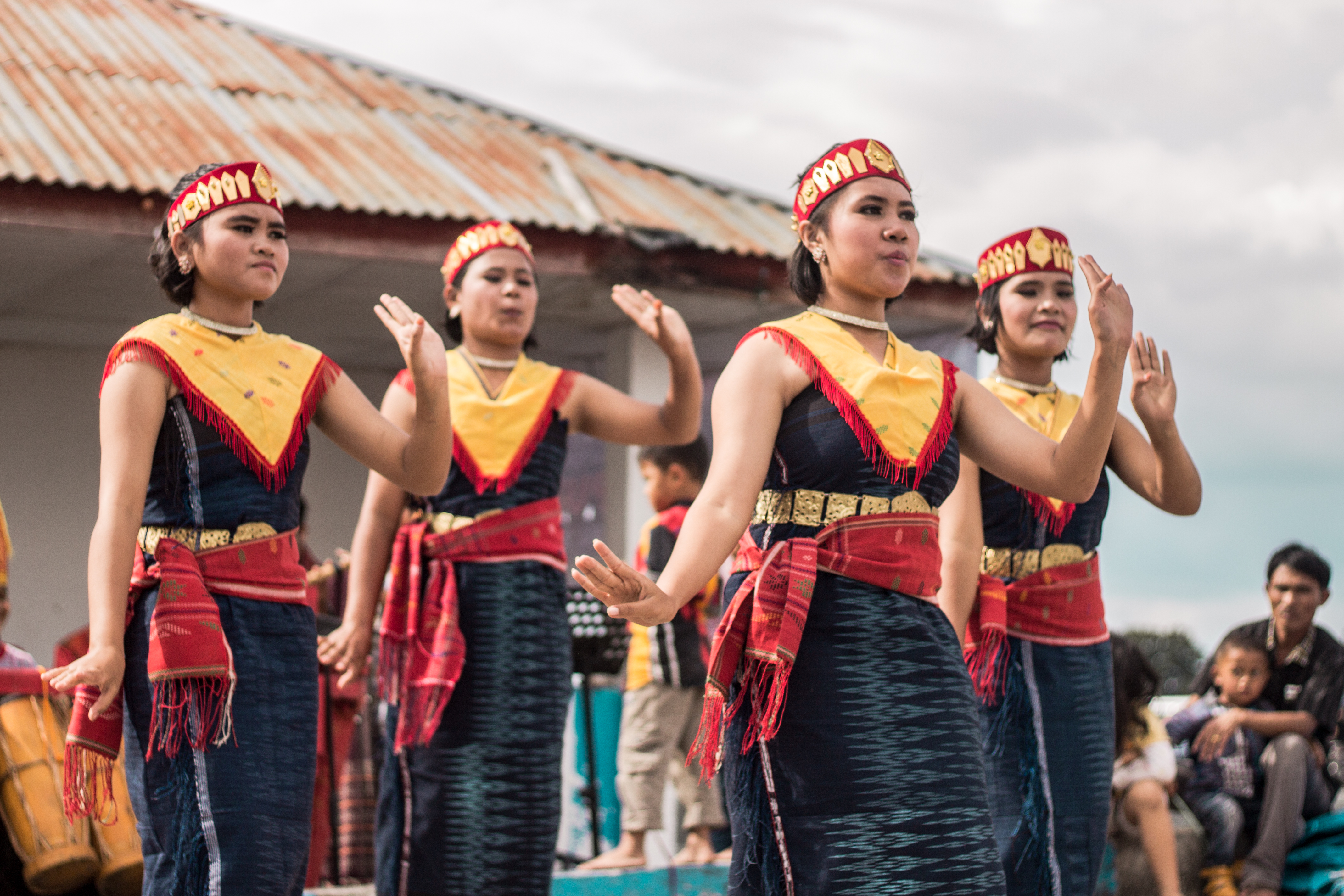
رقص Tor-Tor هي رقصة إقليمية من قبيلة Batak بإندونيسيا.